# Komokiidae
Komokiidae es una familia de la superfamilia Komokioidea y del orden Komokiida. Su rango cronoestratigráfico abarca el Holoceno.

## Discusión
Komokiidae ha sido tradicionalmente incluido en el orden Textulariida o en el orden Astrorhizida. Clasificaciones recientes han incluido Komokiidae y la superfamilia Komokioidea en el suborden Astrorhizina del orden Astrorhizida.

## Clasificación
Komokiidae incluye a las siguientes géneros:
- Cerebrum
- Globipelorhiza
- Ipoa
- Komokia
- Lana
- Reticulum

Otros géneros inicialmente asignados a Komokiidae y actualmente clasificados en otras familias son:
- Normanina, ahora en la familia Normaninidae
- Septuma, ahora en la familia Normaninidae